# Aeródromo Galilea
Aeródromo Galilea (OACI: SPGB) es un aeropuerto que sirve a la localidad ribereña de Puerto Galilea en la Región Amazonas del Perú. La pista de aterrizaje se encuentra al sur de la ciudad, que se encuentra dentro de una curva del río Santiago, un afluente del río Marañón, la fuente principal del río Amazonas.

## Aerolíneas y destinos

### Aerolíneas
| Aerolíneas      | Ciudades                 | Aeronave         | Alianza |
| --------------- | ------------------------ | ---------------- | ------- |
| Saeta 1 destino | Nacionales: (1) Tarapoto | BAe Jetstream 32 | N/A     |

### Destinos nacionales
| San Martín (1 destino, 1 aerolínea) |                                                          |       |
| Tarapoto                            | Aeropuerto Comandante FAP Guillermo del Castillo Paredes | Saeta |